# Fulton surface-to-air recovery system

Zasada działania

Fulton Surface-to-Air Recovery System (STARS) – system dzięki któremu lecący samolot był w stanie bez lądowania zabrać z ziemi ładunek lub człowieka, opracowany w latach 60. (w ramach programu "SkyHook"), wykorzystywany przez CIA, USAF oraz US Navy. Pomysłodawcą był Robert Edison Fulton, wynalazca, filmowiec i podróżnik. Zastosowany na samolotach Lockheed MC-130 Combat Talon oraz De Havilland Canada DHC-4 Caribou.

## Zestaw wyposażenia STARS
- instrukcja
- powłoka balonu o długości 7 m i średnicy 2,45 m
- lina nylonowa o długości 152 m
- dwie butle z helem
- specjalny nylonowy kombinezon izolacyjny
- flaga sygnałowa oraz urządzenia do zdalnego kierowania latarkami o migającym świetle